# Luis Izzeta
Luis Luca Izzeta argentin labdarúgócsatár.